# José María Querejeta Alberro
José María Querejeta Alberro, (*San Sebastián, Guipúzcoa, País Vasco, España, 17 de mayo de 1918 - 20 de junio de 1989); fue un futbolista español. Se desempeñaba en posición de defensa.

## Selección nacional
Fue internacional con la Selección de fútbol de España en dos ocasiones. Debutó el 26 de enero de 1947 contra Portugal, partido celebrado en Lisboa que finalizó 4-1 para el combinado luso. Disputó su segundo y último encuentro como internacional en Dublín el 2 de marzo de 1947 contra Irlanda, con victoria 3-2 para los irlandeses.

## Clubes
| Club                    | País   | Temporada   |
| ----------------------- | ------ | ----------- |
| CD Vasconia de Donostia | España | ¿?          |
| Real Sociedad de Fútbol | España | 1937 - 1942 |
| Real Madrid             | España | 1942 - 1947 |

## Palmarés

### Campeonatos nacionales
| Título                          | Club        | País   | Año        |
| ------------------------------- | ----------- | ------ | ---------- |
| Copa del Generalísimo de fútbol | Real Madrid | España | 1946, 1947 |
| Copa Eva Duarte                 | Real Madrid | España | 1947       |